# Zawada (stacja kolejowa)
Zawada – stacja kolejowa we wsi Zawada w gminie Zamość, w województwie lubelskim, w Polsce. Znajduje się w pobliżu drogi krajowej nr 74.

## Ruch pasażerski
| Rok  | Wymiana pasażerska na dobę |
| ---- | -------------------------- |
| 2017 | 0-9                        |
| 2022 | 20-29                      |

Stacja powstała w 1916 roku w ramach budowy linii Rejowiec – Hrebenne. Obok linii normalnotorowej biegnie także Linia Hutnicza Szerokotorowa.

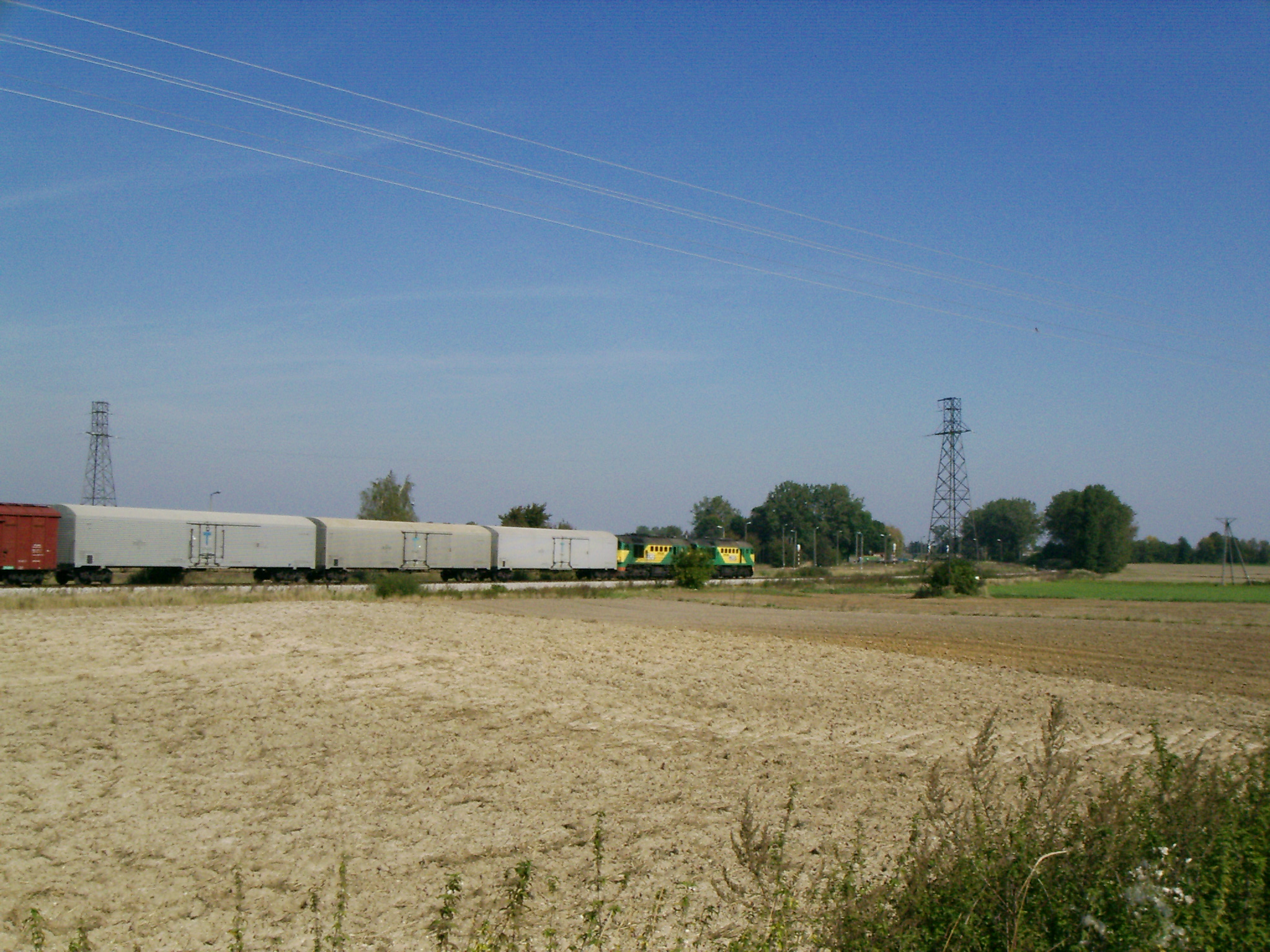
Szerokotorowy skład LHS w Zawadzie. Po prawej stacja

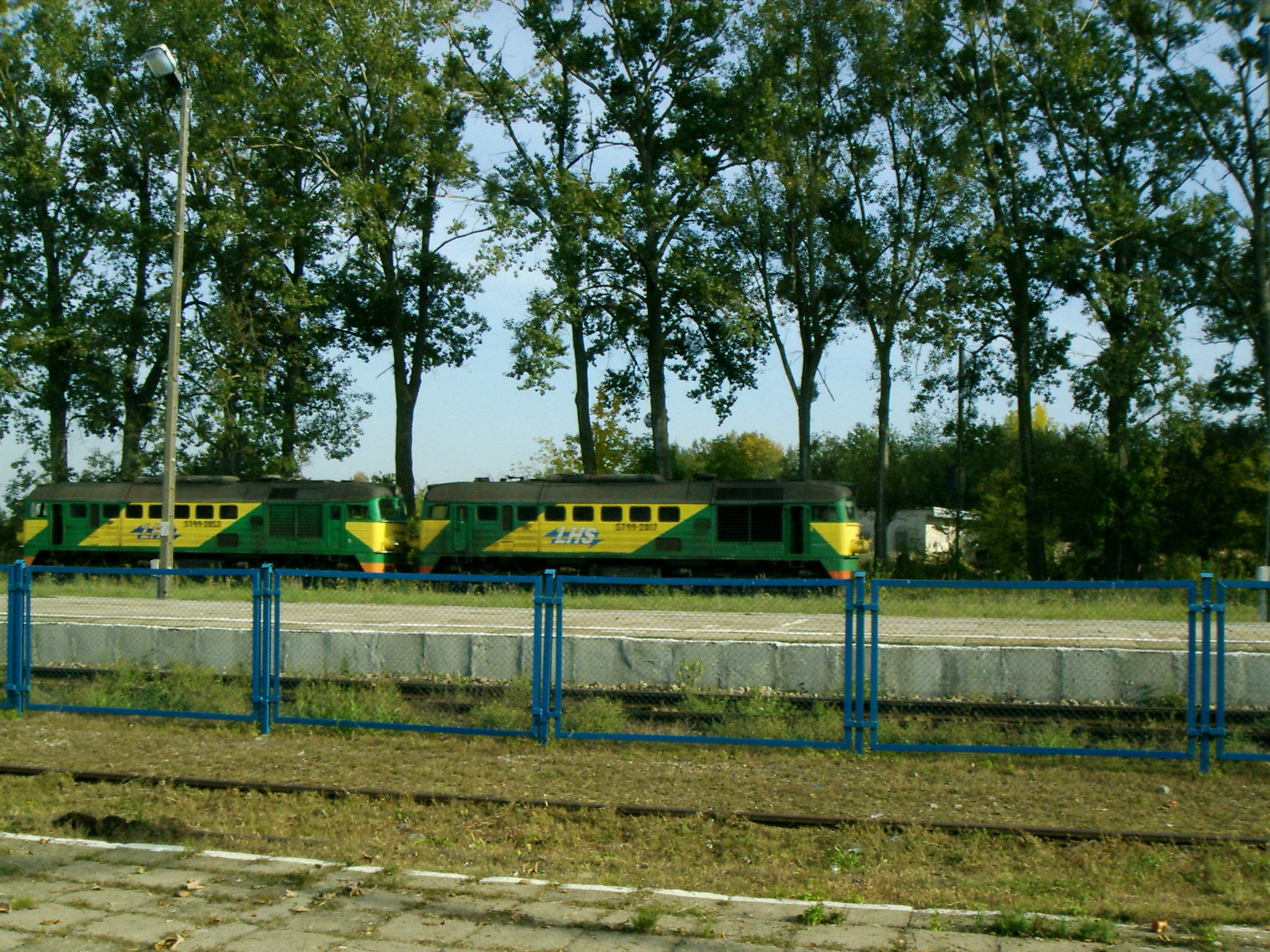
Lokomotywy LHS w Zawadzie